# Lijst van bergen in Brazilië

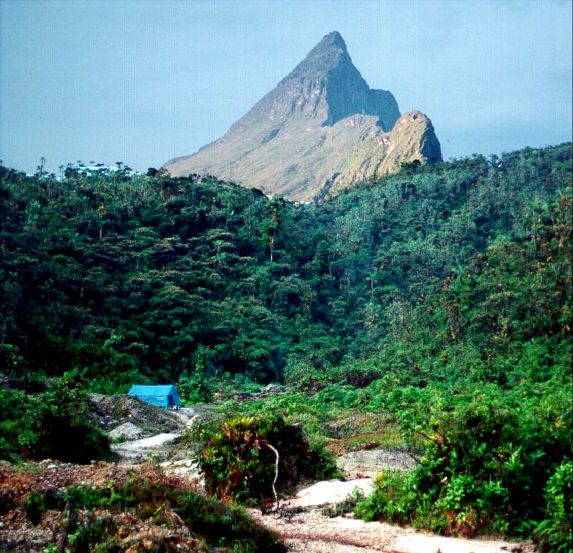
Pico da Neblina

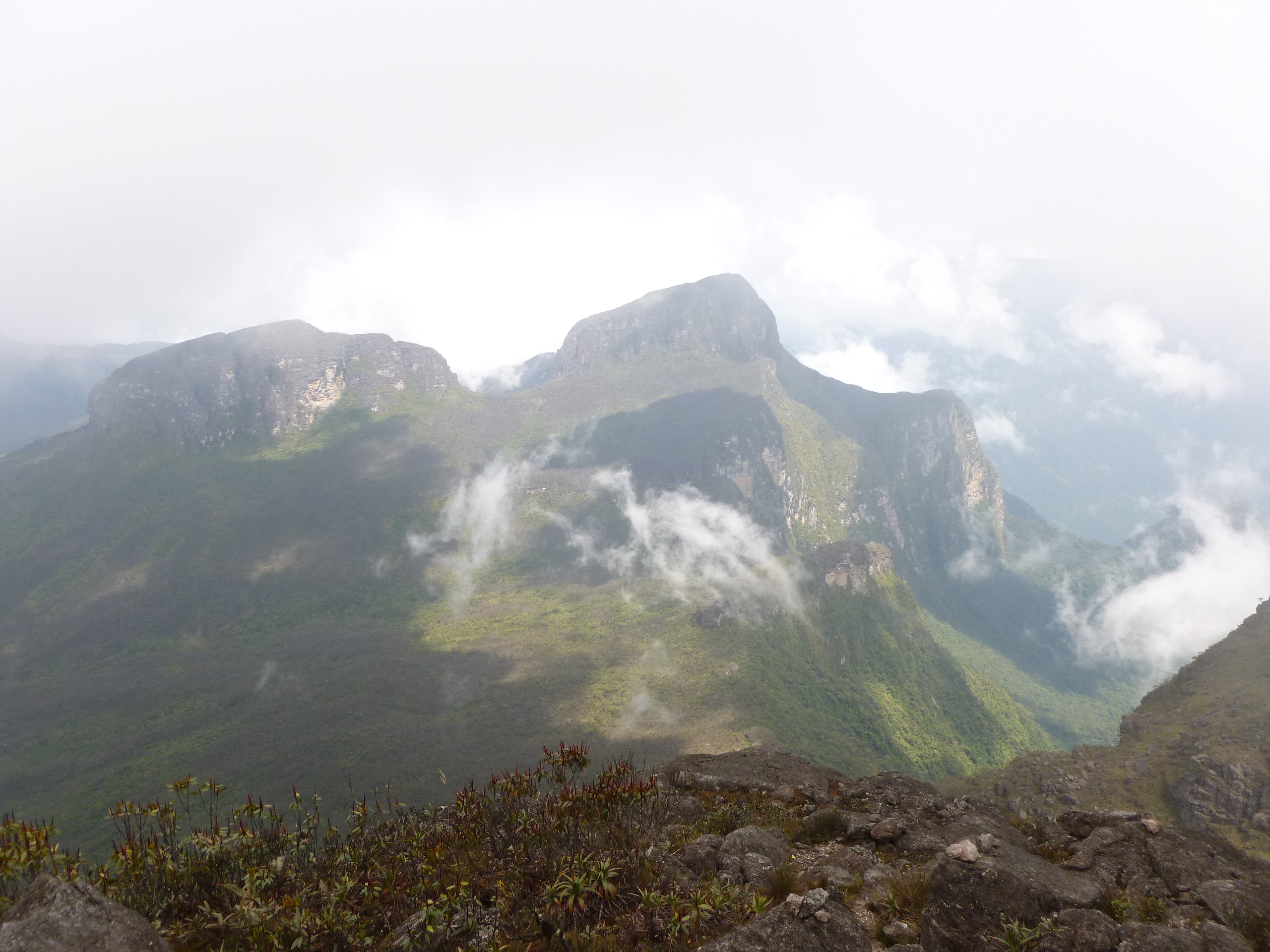
Pico 31 de Março

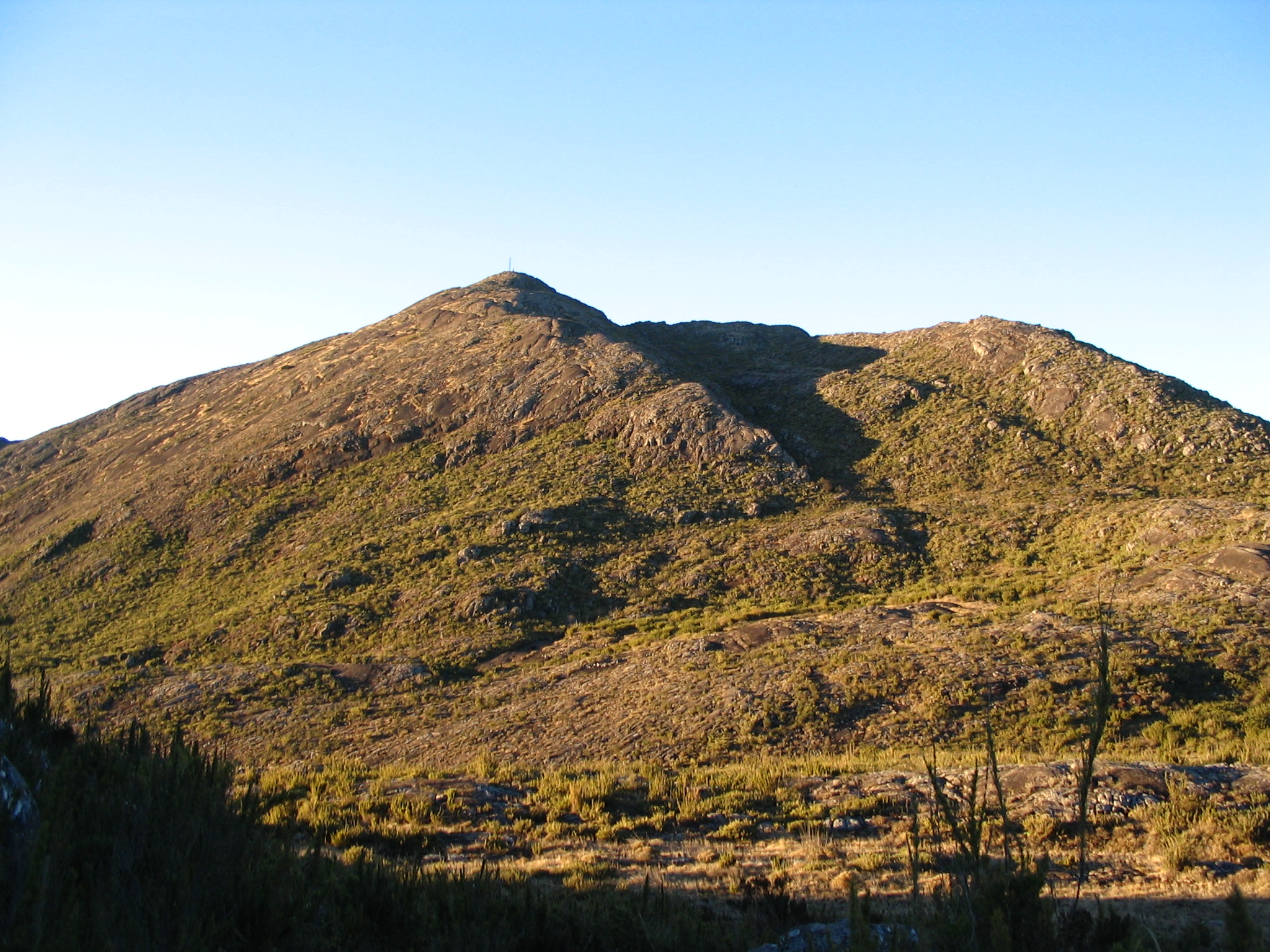
Pico da Bandeira

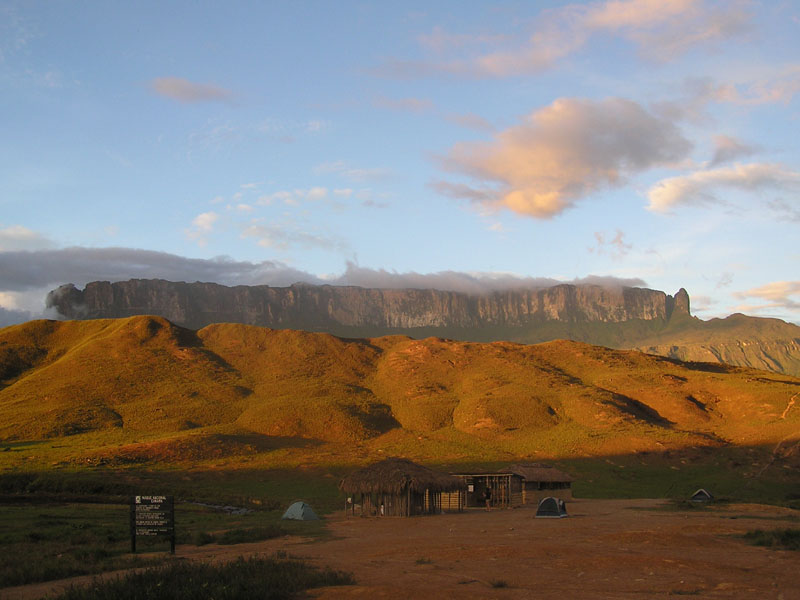
Roraima

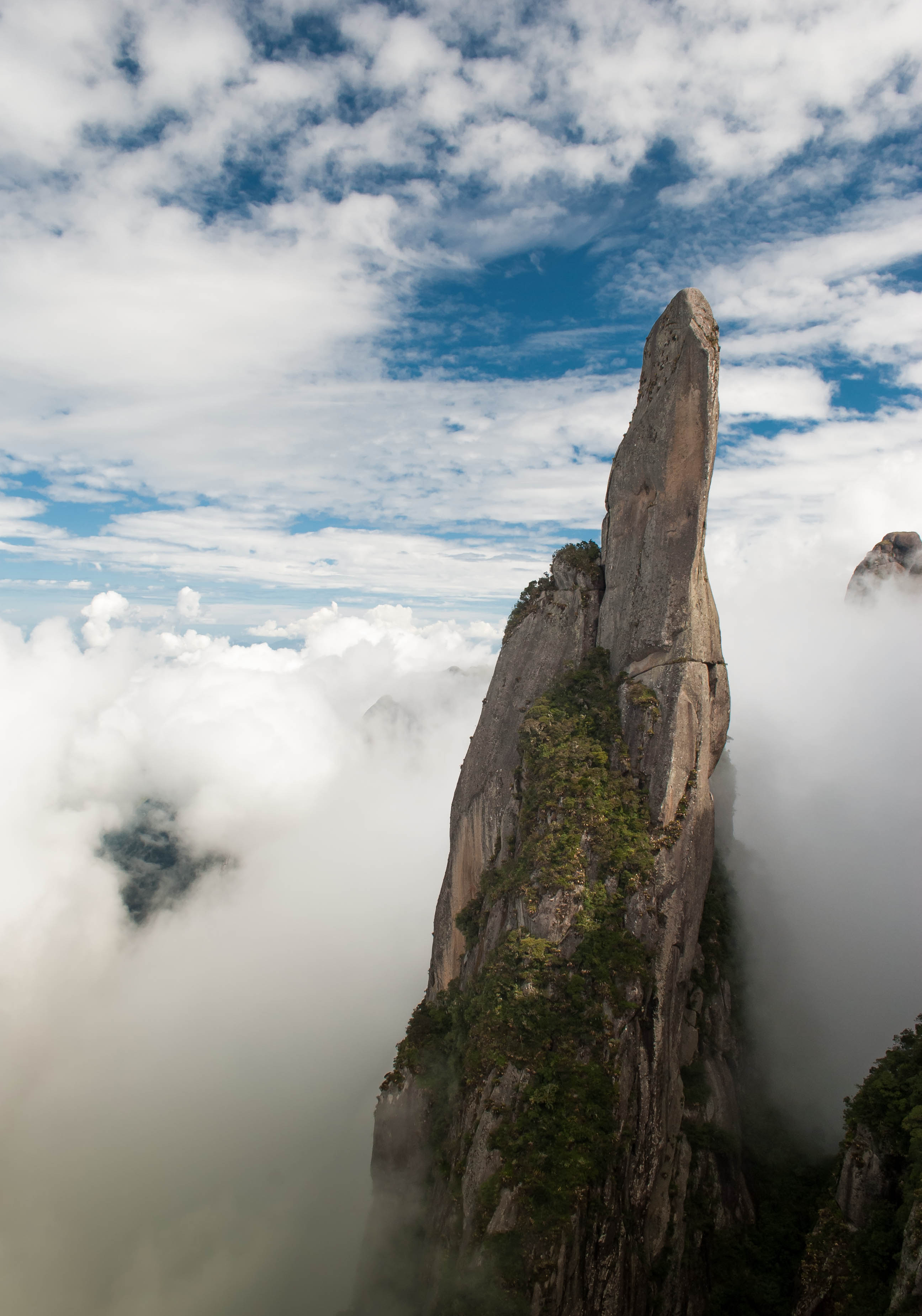
Agulha do Diabo

Dit is een lijst van bergen in Brazilië.
| Naam van de berg                         | Hoogte  | Gebergte                               | Staat                                     |
| ---------------------------------------- | ------- | -------------------------------------- | ----------------------------------------- |
| Pico da Neblina                          | 2.995 m | Serra do Imeri Hoogland van Guyana     | Amazonas                                  |
| Pico 31 de Março                         | 2.974 m | Serra do Imeri Hoogland van Guyana     | Amazonas (Grens Brazilië/Venezuela)       |
| Pico da Bandeira                         | 2.891 m | Serra do Caparaó                       | Espírito Santo Minas Gerais               |
| Pico do Calçado                          | 2.849 m | Serra do Caparaó                       | Espírito Santo Minas Gerais               |
| Pedra da Mina                            | 2.798 m | Serra da Mantiqueira                   | Minas Gerais São Paulo                    |
| Pico das Agulhas Negras                  | 2.791 m | Serra da Mantiqueira                   | Minas Gerais Rio de Janeiro               |
| Pico do Cristal                          | 2.791 m | Serra do Caparaó                       | Minas Gerais                              |
| Roraima                                  | 2.734 m | Serra de Pacaraima Hoogland van Guyana | Roraima (Grens Brazilië/Guyana/Venezuela) |
| Morro do Couto                           | 2.680 m | Serra da Mantiqueira                   | Rio de Janeiro                            |
| Pedra do Sino de Itatiaia                | 2.670 m | Serra da Mantiqueira                   | Minas Gerais                              |
| Pico dos Três Estados                    | 2.665 m | Serra da Mantiqueira                   | Minas Gerais Rio de Janeiro São Paulo     |
| Pedra do Altar                           | 2.665 m | Serra da Mantiqueira                   | Rio de Janeiro                            |
| Morro da Cruz do Negro                   | 2.658 m | Serra do Caparaó                       | Espírito Santo                            |
| Pico do Tesouro                          | 2.620 m | Serra do Caparaó                       | Espírito Santo                            |
| Pico do Garrafão Pico do Santo Agostinho | 2.425 m | Serra do Papagaio                      | Minas Gerais                              |
| Pico dos Marins                          | 2.421 m | Serra da Mantiqueira                   | São Paulo                                 |
| Pico Maior de Friburgo                   | 2.316 m | Serra do Mar                           | Rio de Janeiro                            |
| Pico do Itaguaré                         | 2.308 m | Serra da Mantiqueira                   | Minas Gerais São Paulo                    |
| Pedra do Sino                            | 2.275 m | Serra dos Órgãos                       | Rio de Janeiro                            |
| Pico da Caledônia                        | 2.255 m | Serra do Mar                           | Rio de Janeiro                            |
| Cara do Cão                              | 2.180 m | Serra dos Órgãos                       | Rio de Janeiro                            |
| Pedra de São Pedro                       | 2.134 m | Serra dos Órgãos                       | Rio de Janeiro                            |
| Pedra da Cruz                            | 2.130 m | Serra dos Órgãos                       | Rio de Janeiro                            |
| Pedra de São João                        | 2.100 m | Serra dos Órgãos                       | Rio de Janeiro                            |
| Pico do Selado                           | 2.083 m | Serra da Mantiqueira                   | Minas Gerais São Paulo                    |
| Agulha do Diabo                          | 2.050 m | Serra dos Órgãos                       | Rio de Janeiro                            |
| Pedra Azul                               | 1.822 m | Serra do Castelo                       | Espírito Santo                            |
| Monte Caburaí                            | 1.465 m | Serra de Pacaraima Hoogland van Guyana | Roraima (Grens Brazilië/Guyana)           |
| Pico do Jabre                            | 1.197 m | Serra de Teixeira                      | Paraíba                                   |
| Corcovado                                | 710 m   | Maciço da Tijuca                       | Rio de Janeiro                            |
| Pão de Açúcar                            | 396 m   |                                        | Rio de Janeiro                            |
| Morro do Pico                            | 321 m   | Fernando de Noronha (eiland)           | Pernambuco                                |